# Hasanpur
Hasanpur ist eine Stadt im nordindischen Bundesstaat Uttar Pradesh.
Hasanpur liegt in der nordindischen Ebene 8 km östlich vom Flusslauf des Ganges. Die Stadt befindet sich im Distrikt Amroha – 50 km westlich von Moradabad sowie 120 km östlich der Bundeshauptstadt Neu-Delhi.
Die nationale Fernstraße NH 24 (Ghaziabad−Moradabad) verläuft 13 km nördlich von Hasanpur.
Namensgeber der Stadt ist Hasan Khan, der Hasanpur 1634 n. Chr. gründete.
Hasanpur besitzt als Stadt den Status eines Nagar Palika Parishad. Die Stadt ist in 25 Wards gegliedert. Beim Zensus 2011 hatte Hasanpur 61.243 Einwohner.